# ジェームズ・ティソ
ジェームズ・ティソ（James Tissot、1836年10月15日 - 1902年8月8日）フランスの画家、版画家。本名はジャック＝ジョゼフ・ティソ （Jacques-Joseph Tissot）だが、英語風の名である「ジェームズ」を名乗った。

## 経歴
ジェームズ・ティソは、1836年、フランス西部の町ナントに生まれた。その後、パリに出てイポリット・フランドランとルイ・ラモットに絵を学んだ。1859年、サロンに出品し、初入選を果たした。普仏戦争（1870-71年）を経てパリ・コミューンに参加した後、イギリスのロンドンに渡り、多くの作品を制作した。10年ほど滞在した後、帰国し、パリに戻った。パリでは、1885年にサロンに出品した風俗画『パリの女』（La Femme à Paris）で成功を収め、流行画家となった。しかし、信仰上の危機に襲われた彼は、再び祖国を離れ、パレスチナに10年ほど滞在した。パレスチナから帰国後は、フランス東部のドゥー県シュヌセ＝ビュイヨンにある修道院で聖書の挿絵に取り組んだ。1902年、同地にて死去した。

## その他
- ジェームズ・ティソは、ジャポニスムをいち早く取り入れた点でも重要な存在である[5]。パリ滞在中の徳川昭武の画学教師となり、1868年には昭武の肖像（水彩画）を描いている[6]。

## 作品ギャラリー

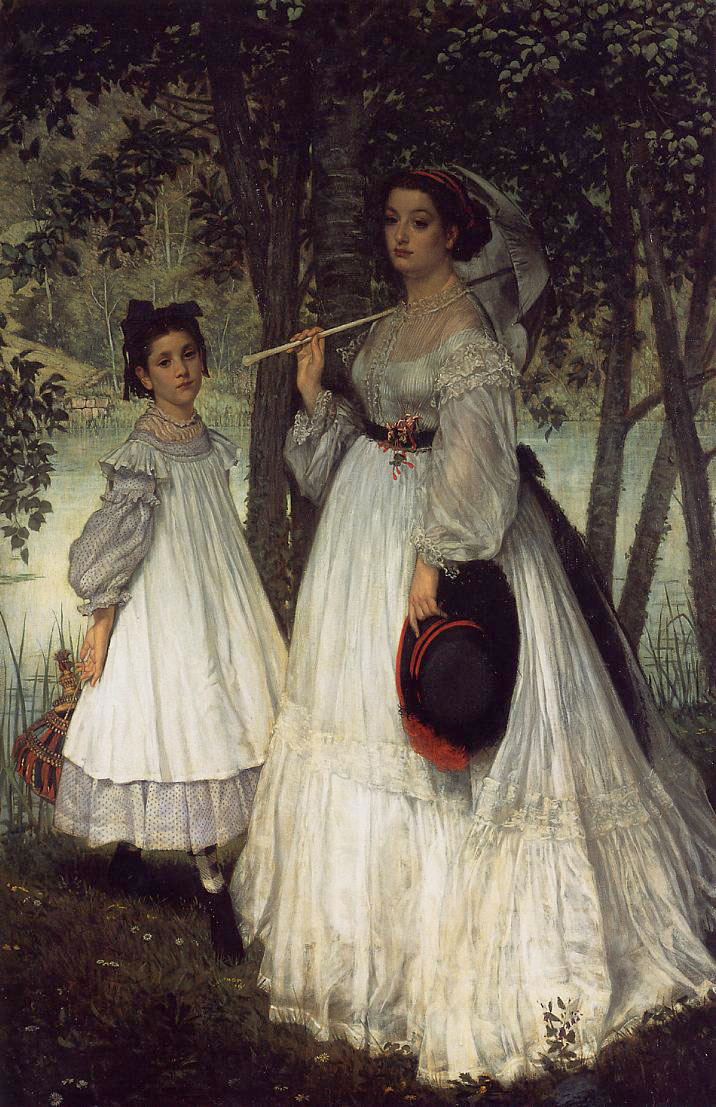
『二人の姉妹』 1863年
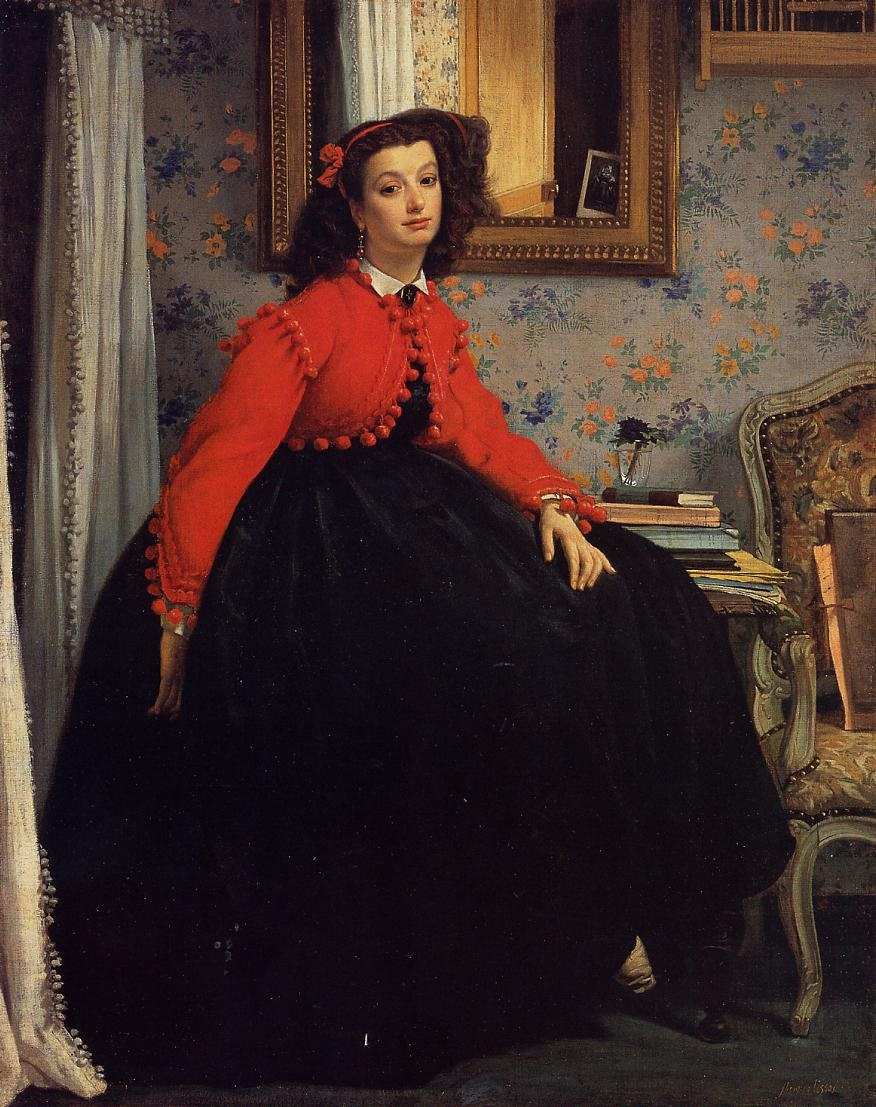
『L.L.嬢の肖像』 1864年
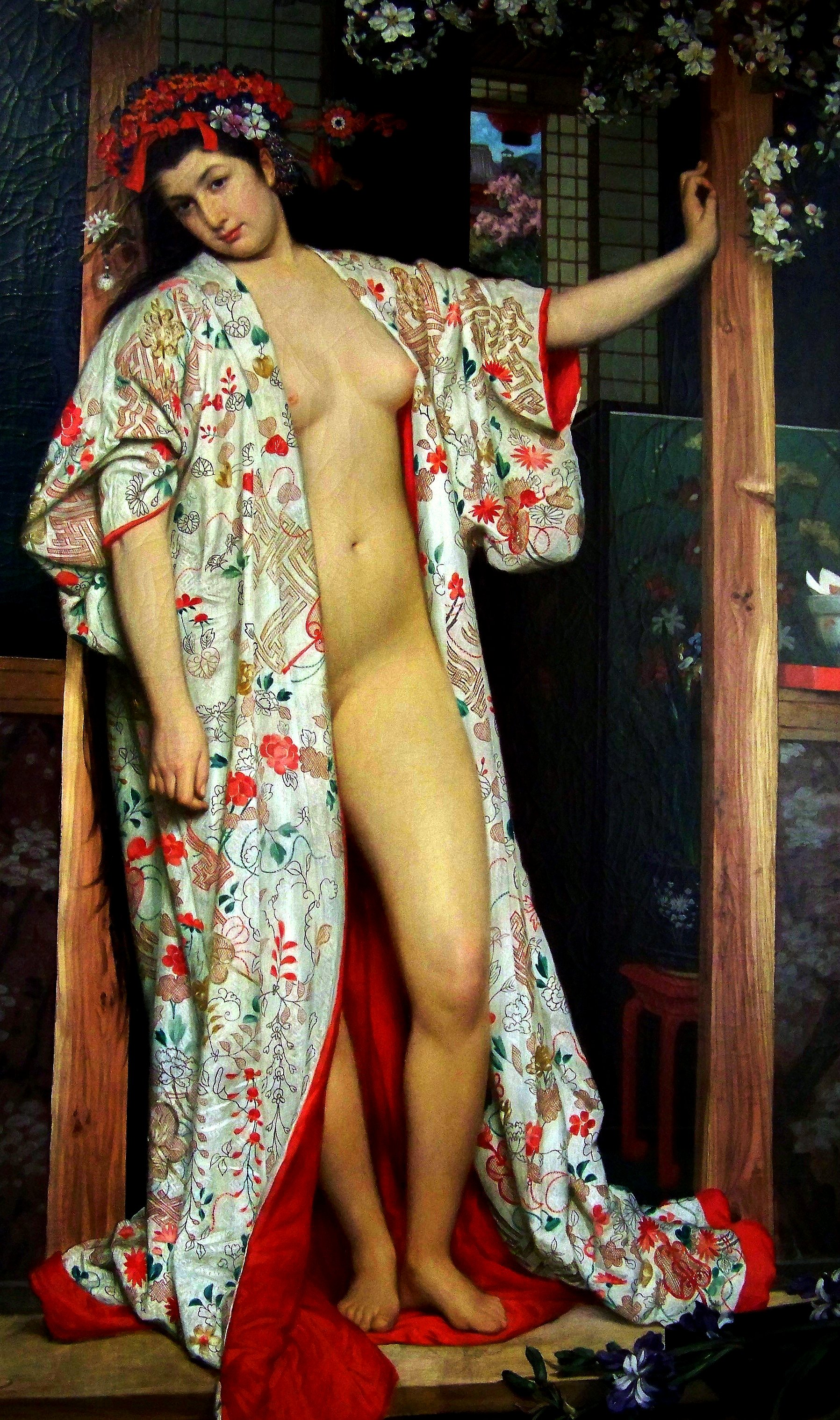
『浴室のラ・ジャポネーズ』 1864年
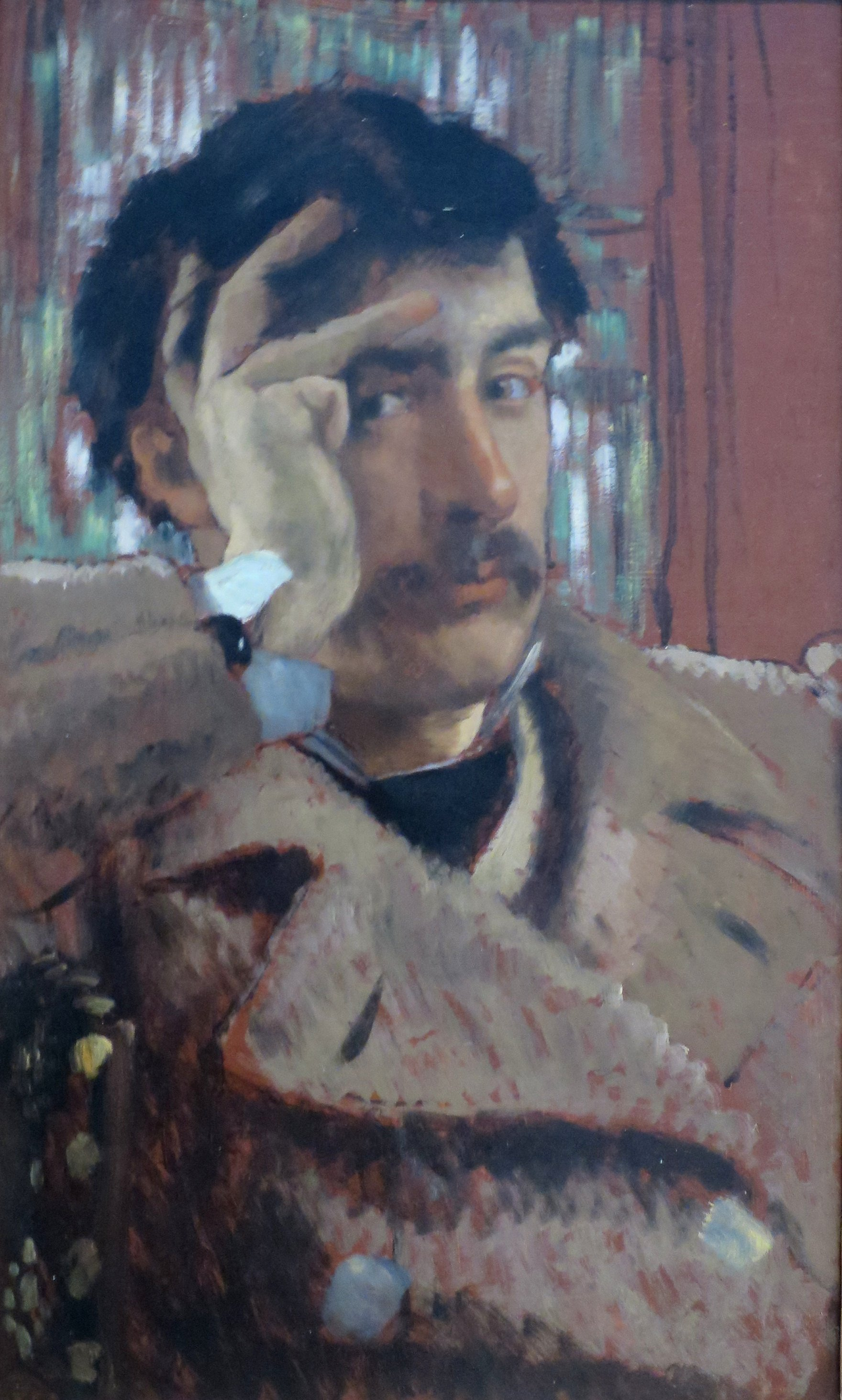
『自画像』 1865年
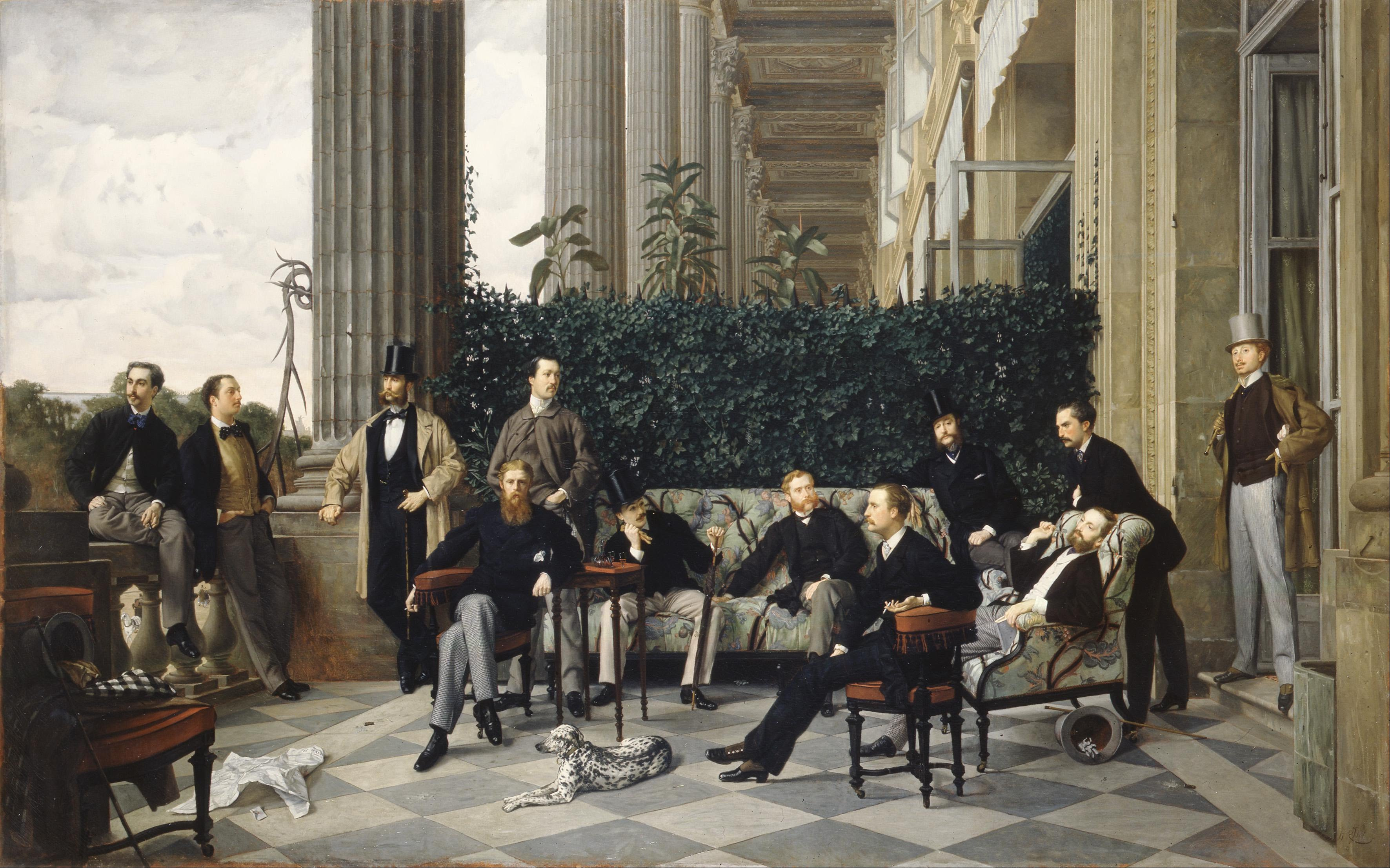
『ロワイヤル通りのサークル』 1868年
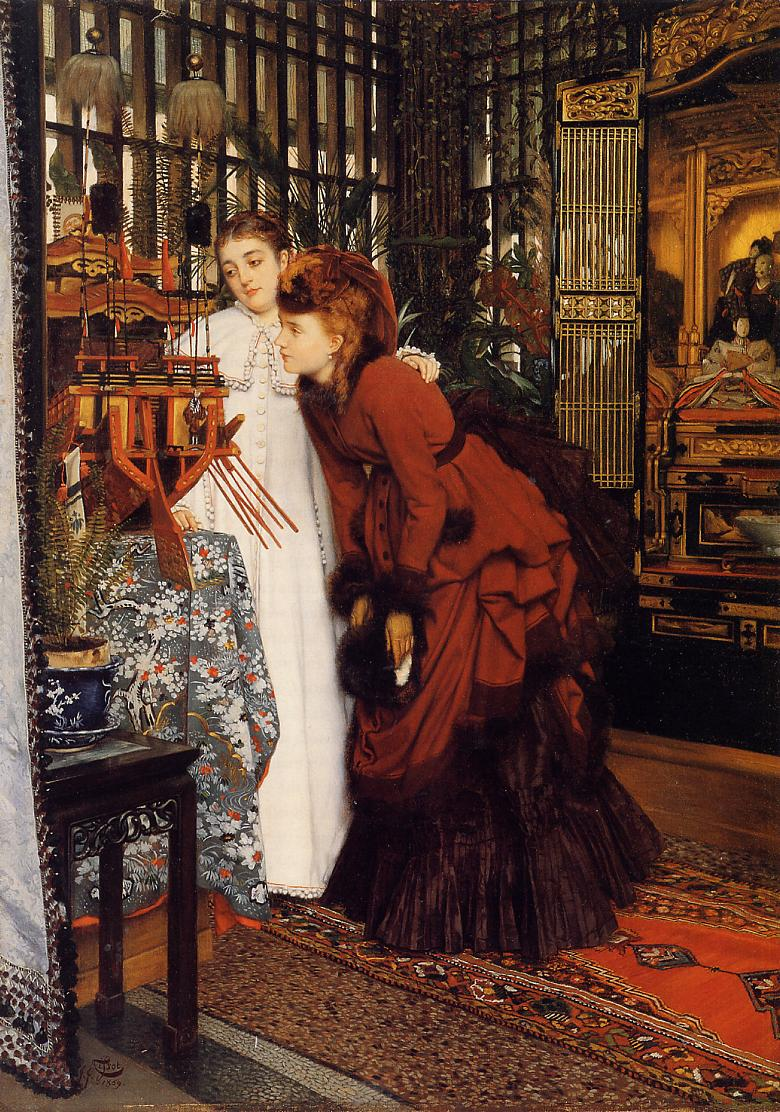
『日本の品々を眺める娘たち』 1869年
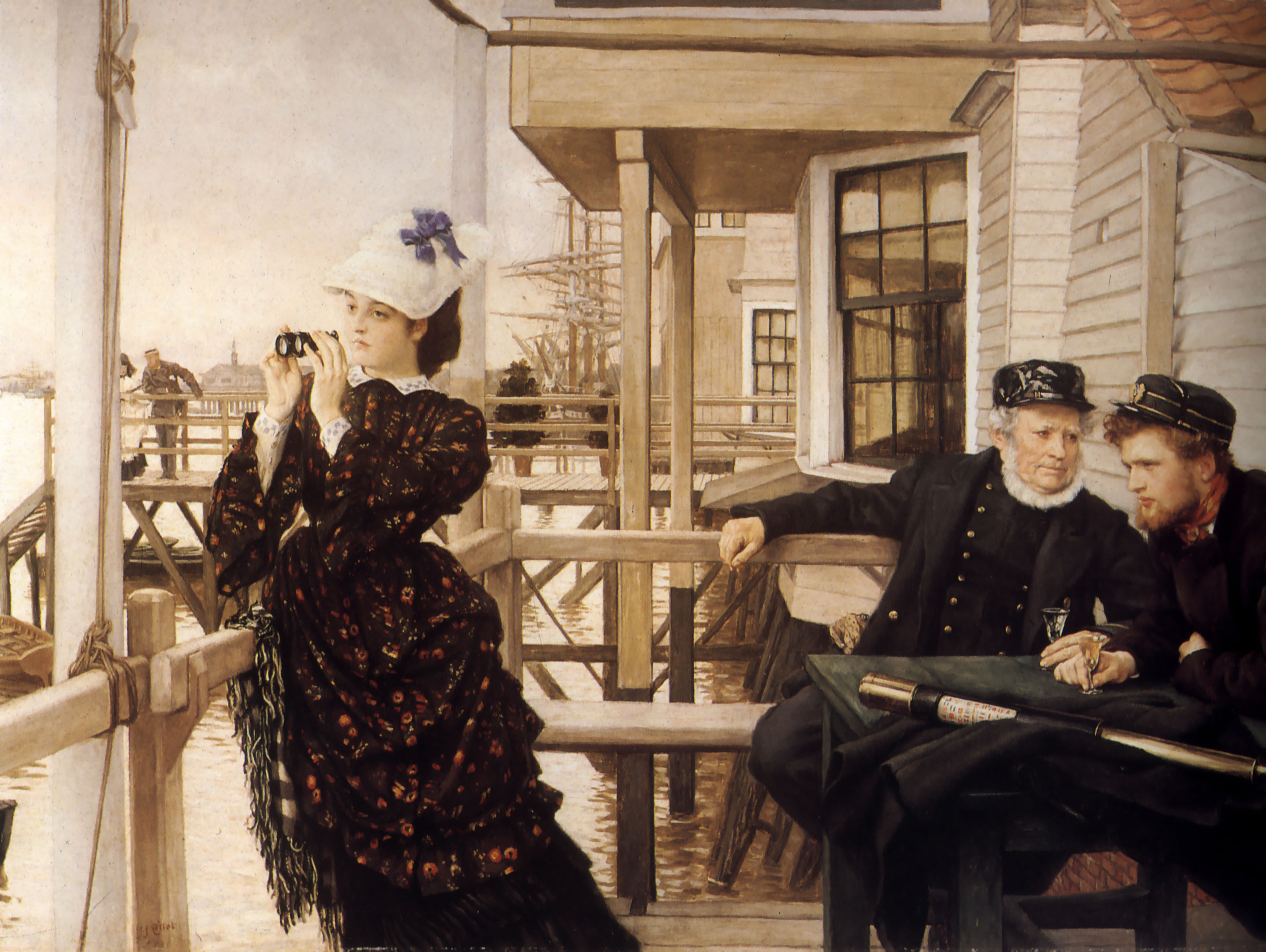
『キャプテンの娘』 1873年
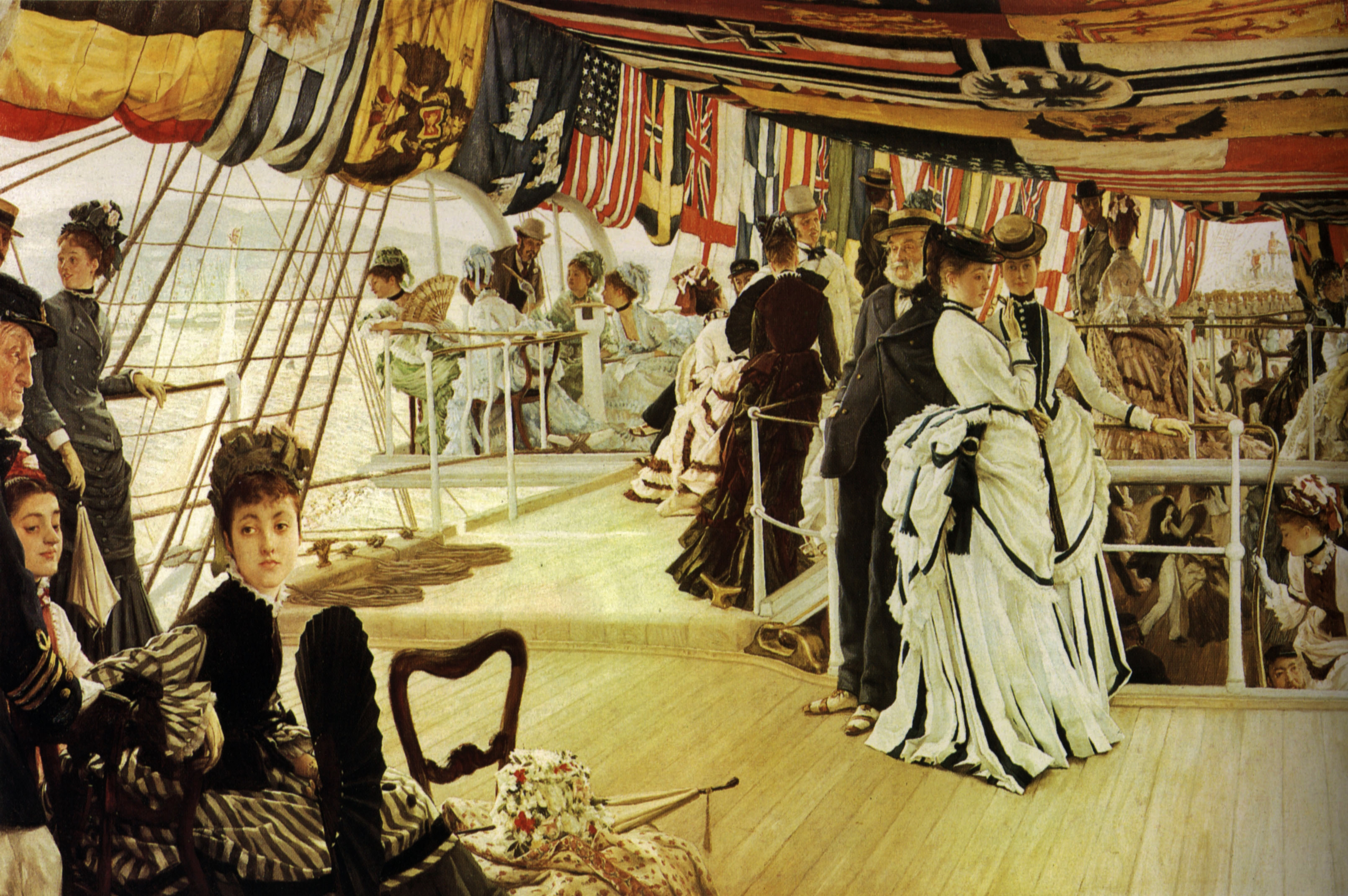
『船上の舞踏会』 1874年頃
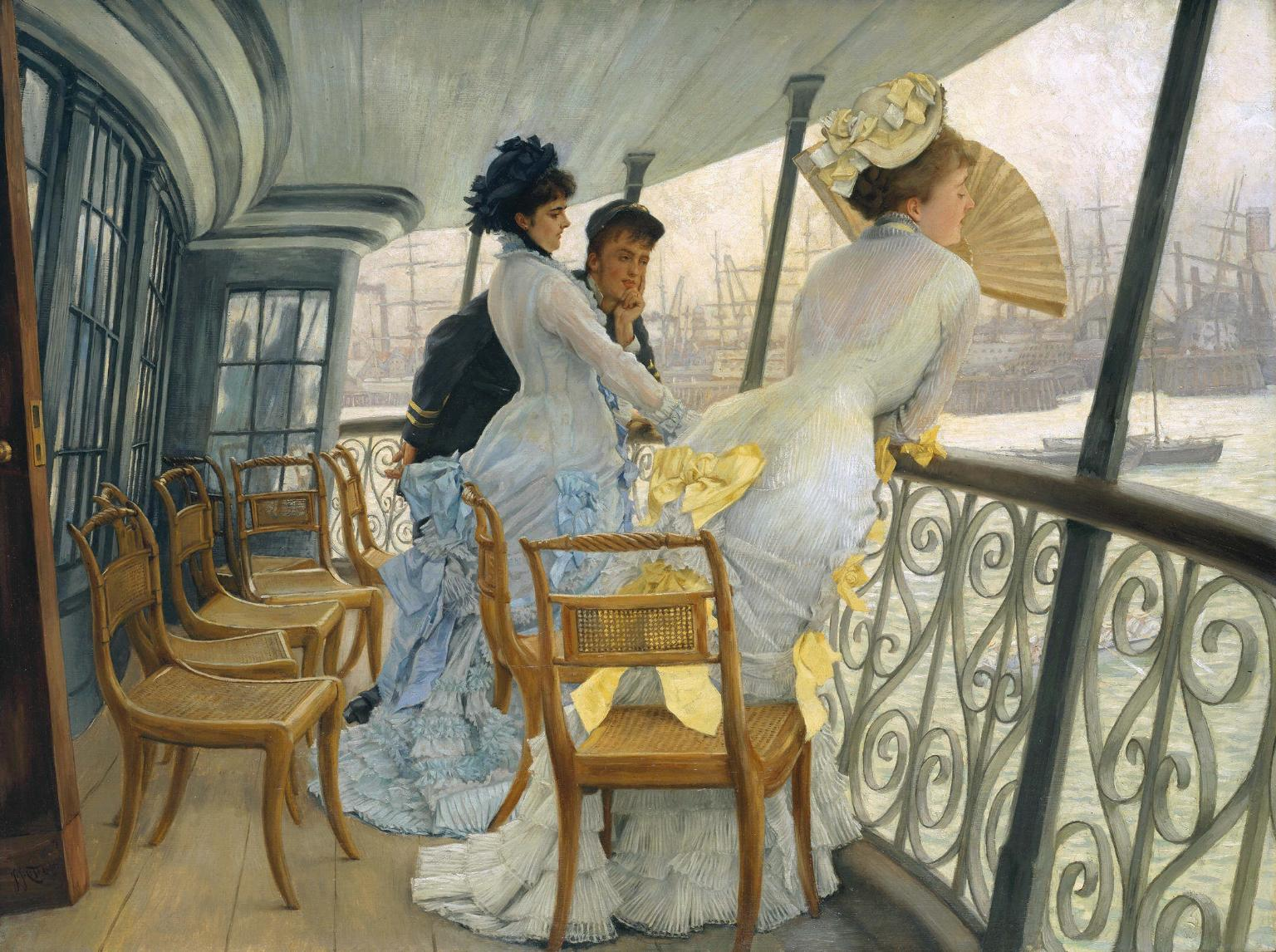
『カルカッタ号の甲板で』 1877年頃
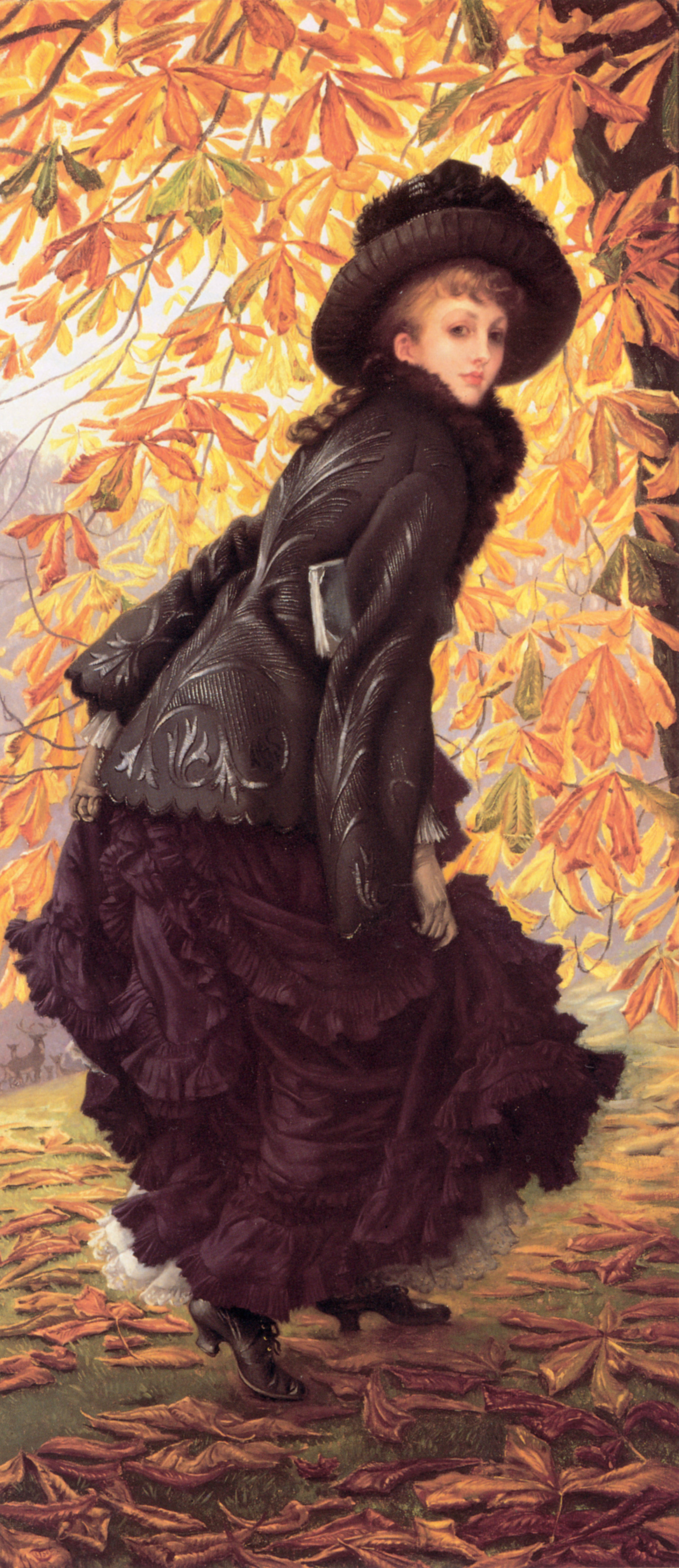
『10月』 1877年
『かくれんぼ』 1877年
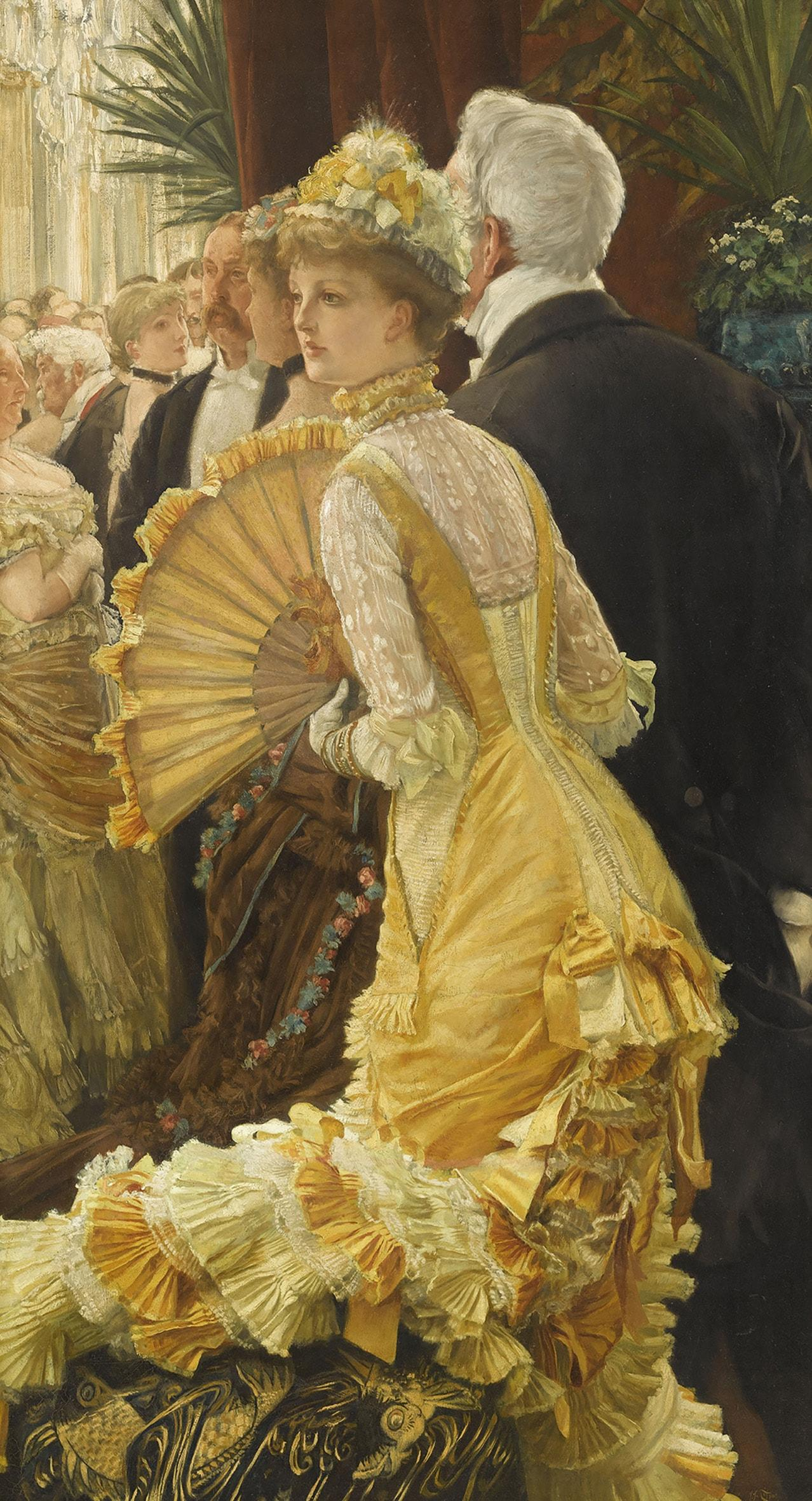
『舞踏会』 1880年
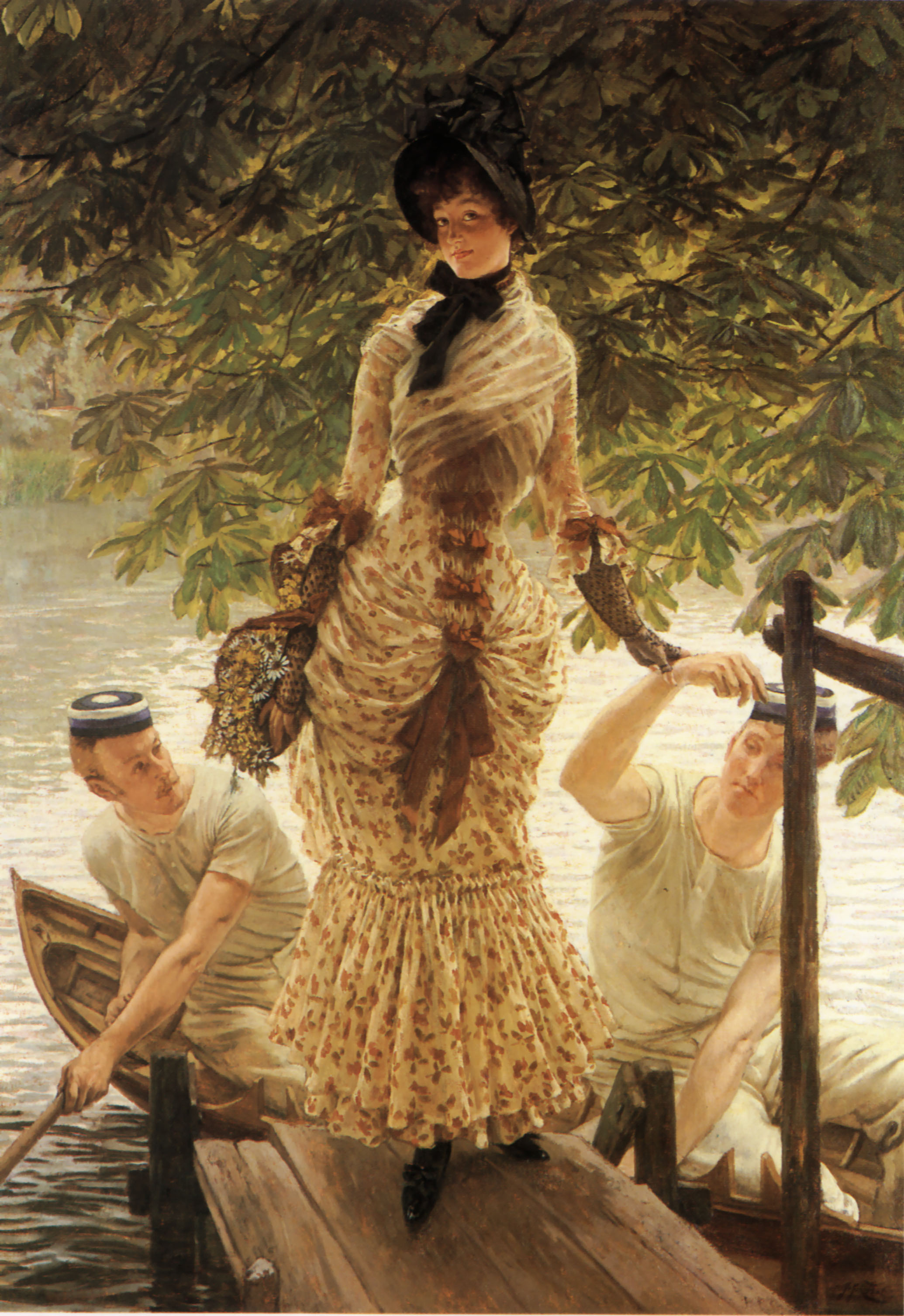
『テムズ川のほとりで』 1882年
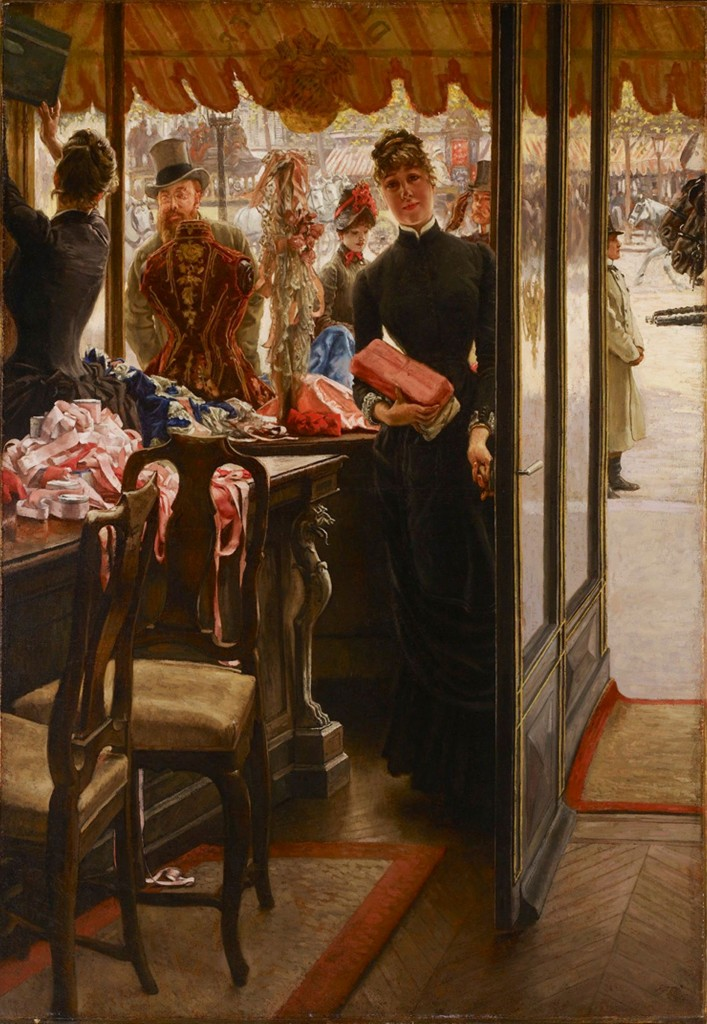
『店の娘』 1882-1885年
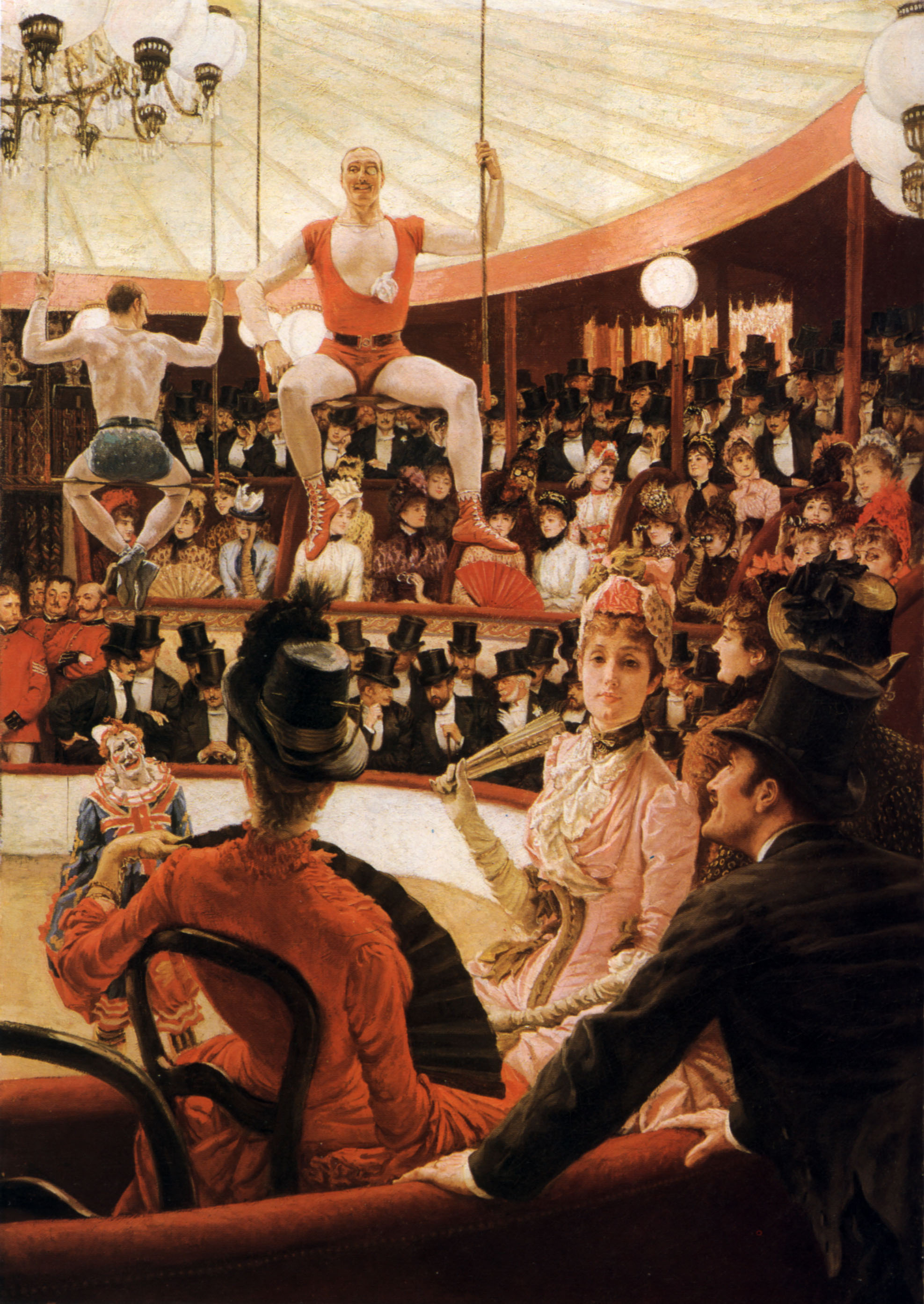
『パリの女たち、サーカスの恋人』 1883-1885年
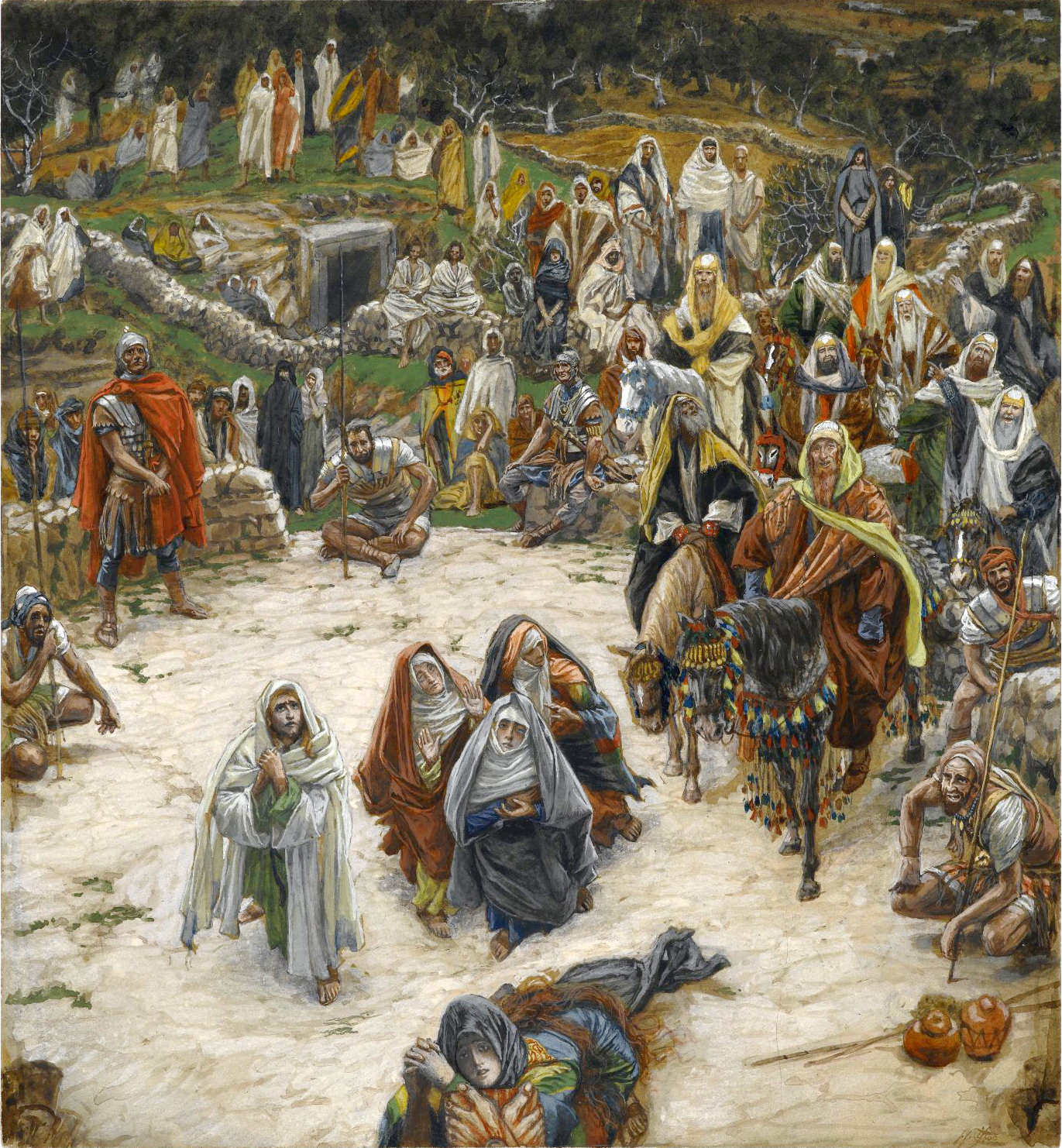
『十字架上から見たキリストの磔刑』 1890年頃